# Мотель Бейтс
«Моте́ль Бейтс» (англ. Bates Motel) — американская телевизионная драма с элементами триллера, снятая каналом A&E и выходившая в эфир с 18 марта 2013 по 24 апреля 2017, авторы идеи — Карлтон Кьюз, Керри Эрин и Энтони Циприано. Сериал снят по мотивам культового фильма Альфреда Хичкока «Психо» 1960 года и рассказывает о жизни Нормана Бейтса и его матери Нормы до событий, происходящих в первом фильме и романе Роберта Блоха. Является частью кинофраншизы "Психо". 

## Сюжет
Сериал является предысторией фильма Хичкока, но его действие перенесено в наши дни. После смерти мужа Норма Бейтс переезжает со своим сыном-подростком Норманом в тихий городок под названием Вайт-Пайн Бэй в Орегоне, где она покупает небольшой мотель и дом, ранее принадлежавший семье Саммерс. На следующий день Кит Саммерс, потерявший родовое гнездо, приходит к Бейтсам, угрожая Норме любым способом прогнать их из дома. Тем же вечером Кит вламывается в дом и насилует Норму. Когда домой возвращается Норман, они с матерью обезоруживают мужчину, но, когда Норман уходит за аптечкой, Норма убивает его. Избавившись от тела, мать и сын вынуждены хранить тайну, а это нелегко под бдительным взглядом местного шерифа Алекса Ромеро, и его помощника Зака Шелби, с которым у Нормы завязывается роман. Вскоре Бейтсы понимают, что мотель хранит свои тайны, как и маленький городок, милый снаружи и прогнивший изнутри.

## Актёры и персонажи
= Главная роль в сезоне
     = Второстепенная роль в сезоне
     = Гостевая роль в сезоне
     = Не появляется
| Вера Фармига     | Норма Луиза Бейтс  | 10 | 10 | 10 | 10 | 10 | 50 |
| Фредди Хаймор    | Норман Бейтс       | 10 | 10 | 10 | 10 | 10 | 50 |
| Макс Тириот      | Дилан Массетт      | 8  | 10 | 10 | 10 | 8  | 46 |
| Никола Пельтц    | Брэдли Мартин      | 9  | 2  | 3  |    |    | 14 |
| Оливия Кук       | Эмма Декоди        | 9  | 10 | 10 | 8  | 7  | 44 |
| Нестор Карбонель | шериф Алекс Ромеро | 8  | 9  | 10 | 10 | 8  | 45 |
| Кенни Джонсон    | Калеб Калхун       |    | 3  | 10 | 1  | 4  | 18 |
| Всего эпизодов   | Всего эпизодов     | 10 | 10 | 10 | 10 | 10 | 50 |

Первый сезон:
- Майк Фогель — помощник шерифа Зак Шелби
- Джер Бёрнс — Джейк Абернати
- Киган Коннор Трейси — мисс Блэр Уотсон
- Терри Чен — Итан Чанг
- Иэн Трейси — Ремо Уоллес
- Винсент Гейл — Гил Тёрнер
- Иэн Харт — Уилл Декоди и Эндрю Говард
- Диана Бэнг — Джиао
- Ричард Хармон — Ричард Слаймор
- Дэвид Кёбитт — Сэм Бейтс
- Кинан Трейси — Ганнер
- Алайя О’Брайен — Реджина
- Хиро Канагаваас — Доктор Фумхиро Курата
- Бриттни Уилсон — Лисса

Второй сезон:
- Майкл Вартан — Джордж Хелденс
- Ребекка Крескофф — Кристина Хелденс
- Кэтлин Робертсон — Джоди Морган
- Майкл Эклунд — Зейн Морган
- Майкл О’Нил — Ник Форд
- Палома Квиатковски — Коди Бреннан
- Лини Эванс — Амелия Мартин
- Майкл Роджерс — Джимми Бреннан
- Мэттью Мандзиж — помощник шерифа Джеффкоат
- Фрэнсис Маккарти — Деклан Роджерс
- Адам Дарши — помощник шерифа Пэтти Лин

Третий сезон:
- Райан Херст — Чарльз «Чик» Хоган
- Кевин Рам — Боб Пэрис
- Аника Нони Роуз — Лиз Бэббит
- Трэйси Спиридакос — Анника Джонсон
- Джошуа Леонард — Джеймс Финниган
- Адетомива Эдун — Маркус Янг

Четвёртый сезон:
- Дэймон Гаптон — доктор Грегг Эдвардс
- Джейми Рэй Ньюман — Ребекка Хэмилтон
- Маршалл Оллман — Джулиан Хоу
- Теренс Келли — Дикки Болтон
- Карина Лог — Одри Эллис
- Келли Рут Мерсер — сестра Пенни
- Фиона Врум — Викки Монро
- Крэг Эриксон — Говард Коллинз
- Луис Феррейра — доктор Гайнан

Пятый сезон:
- Рианна — Мэрион Крэйн
- Изабель Макналли — Мадлен Лумис
- Остин Николс — Сэм Лумис
- Брук Смит — шериф Джейн Грин
- Наталья Кордова-Баккли — Джулия Рамос
- Джон Хэйнсворт — Джо Блэквелл

## История создания

### Производство
Руководство канала «A&E» заказало 10-серийный сезон даже не увидев пилотную серию. Премьера сериала состоялась 18 марта 2013 года — эпизоды выходили в эфир в 22:00. Съёмки проходили в городах Альдегроув Стивенсон (Ричмонд) в Британской Колумбии в Канаде. Декорации мотеля и особняка Бейтсов были заново отстроены для съёмок сериала.
8 апреля 2013 года, благодаря «сильным рейтингам» и положительным отзывам, канал A&E продлил съёмки сериала на второй сезон. Съёмки начались летом 2013 в Канадском городке Альдегров (провинция Британская Колумбия), а в 2014 новые серии вышли в эфир.
Последний, 5-й сезон сериала выходил в эфир с 20 февраля по 24 апреля 2017 года.

### Сценарий
Действие сериала происходит в наши дни, несмотря на то, что сериал является предысторией фильма «Психо», вышедшего в 1960 году. Главными героями телесериала стали мать и сын Норма Луиза Бейтс и Норман Бейтс.
Кьюз признался, что драматический сериал «Твин Пикс» стал основным источником вдохновения для написания сценария: «Мы почерпали из этого шоу всё, что только смогли… Если хотите вытянуть из нас признание — получайте. Я обожаю это шоу. Они сняли всего 30 серий, но мы с Кэрри [Эрин] считаем, что не хватает ещё штук 70».

### Кастинг
Номинант на премию «Оскар», актриса Вера Фармига, исполнила роль Нормы Бейтс, властной матери мальчика-подростка, Нормана Бейтса в исполнении Фредди Хаймора. Максу Тириоту досталась роль Дилана, старшего сына Нормы. Майк Фогель, известный по ролям в драматических сериалах «Больница Майами» и «Пан Американ», сыграл роль помощника шерифа Зака Шелби, хранящего тёмный секрет, а Нестору Карбонелю (Ричард Алперт из сериала «Остаться в живых») досталась роль подозрительного шерифа Ромеро.

### Продвижение
Сериал продвигался под слоганом «Лучший друг мальчика — его мать» (англ. A boy's best friend is his mother). До премьеры сериала было выпущено 6 тизер-роликов: «The Girl», «Feet», «Hand», «Breathe», «Dance Party» и «Motherly Love», а также постеры, иллюстрирующие данные рекламные видео. Кроме того, на официальном сайте был создан раздел видео-тур по мотелю Бейтсов («Inside Bates Motel»), который, по словам создателей «должен помочь зрителям прочувствовать атмосферу сериала», а в различных номерах можно найти ссылки на короткие фрагменты из будущих серий.
Вместе с тем, на официальном сайте сериала открылся блог одной из героинь сериала, одноклассницы Нормана, Эммы Декоди — первая запись была сделана 3 марта, более, чем за две недели до премьеры шоу в США. Новые сообщения появляются несколько раз в неделю.
30 марта 2013 года в продажу онлайн-магазина iTunes поступила полная версия записной книжки, которую нашёл Норман в номере 4. Электронная версия написана на китайском со встроенной возможностью перевода на английский. Автор рисунков — художница Эмма Виачели.
В апреле на официальном сайте канала на странице сериала появилась ещё одна ссылка, на официальный сайт мотеля Нормы Бейтс — BatesMotelOregon.Com.
3 марта 2014 года сразу после выхода первого эпизода второго сезона на канале A&E состоялась премьера ток-шоу «Bates Motel: After Hours». Второй эпизод вышел сразу после финала второго сезона. Съёмки ток-шоу проходили в Нью-Йорке.
| Выпуск | Гости | Ведущий     | Время и длительность | Премьера     |
| ------ | --- | ----------- | -------------------- | ------------ |
| 1      | Авторы Карлтон Кьюз и Керри Эрин, а также Вера Фармига, Макс Тириот и Фредди Хаймор на спутниковой связи.                               | Кэрри Киган | 23:00 (30 минут)     | 3 марта 2014 |
| 2      | Авторы Карлтон Кьюз и Керри Эрин, а также Вера Фармига, Макс Тириот, Оливия Кук, Нестор Карбонель и Фредди Хаймор на спутниковой связи. | Дэйв Холмс  | 21:00 (30 минут)     | 5 мая 2014   |

## Эпизоды
| Сезон | Сезон | Эпизоды | Оригинальная дата показа | Оригинальная дата показа |
| Сезон | Сезон | Эпизоды | Премьера сезона          | Финал сезона             |
| ----- | ----- | ------- | ------------------------ | ------------------------ |
|       | 1     | 10      | 18 марта 2013            | 20 мая 2013              |
|       | 2     | 10      | 3 марта 2014             | 5 мая 2014               |
|       | 3     | 10      | 9 марта 2015             | 11 мая 2015              |
|       | 4     | 10      | 7 марта 2016             | 16 мая 2016              |
|       | 5     | 10      | 20 февраля 2017          | 24 апреля 2017           |

## Релиз

### Рейтинги
Премьерный эпизод собрал рекордную для драматических сериалов канала A&E аудиторию — серию посмотрели 3 миллиона зрителей, а рейтинг составил 1,6 в возрастной категории от 18 до 49.
| Сезон | Таймслот (ET)     | Эп. | Премьера        | Премьера               | Финал          | Финал                | Зрители в США (млн) |
| Сезон | Таймслот (ET)     | Эп. | Дата            | Зрители премьеры (млн) | Дата           | Зрители финала (млн) | Зрители в США (млн) |
| ----- | ----------------- | --- | --------------- | ---------------------- | -------------- | -------------------- | ------------------- |
| 1     | Понедельник 22:00 | 10  | 18 марта 2013   | 3,04                   | 20 мая 2013    | 2,70                 | 2,70                |
| 2     | Понедельник 21:00 | 10  | 3 марта 2014    | 3,07                   | 5 мая 2014     | 2,30                 | 2,30                |
| 3     | Понедельник 21:00 | 10  | 9 марта 2015    | 2,14                   | 11 мая 2015    | 1,67                 | 1,80                |
| 4     | Понедельник 21:00 | 10  | 7 марта 2016    | 1,55                   | 16 мая 2016    | 1,50                 | 1,45                |
| 5     | Понедельник 22:00 | 10  | 20 февраля 2017 | 1,34                   | 24 апреля 2017 | 1,41                 | 1.29                |

### Критика
Сериал набрал 65 баллов из ста на сайте Metacritic и, в большинстве, получил положительные отзывы критиков. В обзоре журнала «The New York Daily News» автор отметил: «В сериале есть очень яркие сцены насилия, но как и в оригинальном фильме всё самое страшное происходит в наших головах».

### Выход на видео
| Сезон | Кол-во эпизодов | Дата выхода      | Дополнения | Примечания |
| ----- | --------------- | ---------------- | --- | ---------- |
| 1     | 10              | 17 сентября 2013 | • Удалённые сцены • Обсуждение сериала с актёрами и авторами на «Paley Center» • Открытки с рисунками из дневника Джиао. | [ 42 ]     |

### Награды
| Год  | Премия                            | Категория                                                            | Номинант      | Результат |
| ---- | --------------------------------- | -------------------------------------------------------------------- | ------------- | --------- |
| 2013 | Выбор телевизионных критиков      | «Лучшая актриса драматического сериала»                              | Вера Фармига  | Номинация |
| 2013 | Эмми                              | «Выдающееся исполнение главной женской роли в драматическом сериале» | Вера Фармига  | Номинация |
| 2013 | Ассоциация телевизионных критиков | «За выдающиеся достижения в драме»                                   | Вера Фармига  | Номинация |
| 2014 | Спутник                           | «Лучший актёр в драматическом сериале»                               | Фредди Хаймор | Номинация |
| 2014 | Спутник                           | «Лучшая актриса в драматическом сериале»                             | Вера Фармига  | Номинация |
| 2014 | IGN Awards                        | «Лучшая актриса на телевидении»                                      | Вера Фармига  | Номинация |
| 2014 | IGN Awards                        | «Лучший новый телесериал»                                            |               | Номинация |
| 2014 | IGN Awards                        | «Лучший сериал ужасов»                                               |               | Номинация |
| 2014 | Сатурн                            | «Лучшая телевизионная презентация»                                   |               | Номинация |
| 2014 | Сатурн                            | «Лучший телевизионный актёр»                                         | Фредди Хаймор | Номинация |
| 2014 | Сатурн                            | «Лучшая телевизионная актриса»                                       | Вера Фармига  | Победа    |
| 2015 | Выбор народа                      | «Любимая драма кабельного телевидения»                               |               | Номинация |
| 2015 | Выбор телевизионных критиков      | «Лучшая актриса в драматическом сериале»                             | Вера Фармига  | Номинация |
| 2015 | Выбор телевизионных критиков      | «Лучший актёр в драматическом сериале»                               | Фредди Хаймор | Номинация |

### Показ
| Страна         | Канал                            | Премьера        | Время | Источник |
| -------------- | -------------------------------- | --------------- | ----- | -------- |
| США            | A&E                              | 18 марта 2013   | 21:00 | [ 7 ]    |
| Канада         | A&E                              | 18 марта 2013   | 21:00 |          |
| Австралия      | Fox8                             | 26 мая 2013     | TBA   | [ 48 ]   |
| Польша         | 13th Street Universal Poland     | 14 апреля 2013  | 21:00 | [ 49 ]   |
| Великобритания | Universal Channel (UK & Ireland) | TBA             | TBA   | [ 50 ]   |
| Норвегия       | NRK3                             | 10 апреля 2013  | 22.25 | [ 51 ]   |
| Бразилия       | Universal Channel                | 4 июля 2013     | TBA   | [ 52 ]   |
| Израиль        | HOT3                             | 9 мая 2013      | 20:15 |          |
| Украина        | НЛО TV                           | 18 ноября 2013  | 22:55 | [ 53 ]   |
| Россия         | Первый канал                     | 28 октября 2014 | 01:20 |          |
| Россия         | Sony Sci-Fi                      | 13 января 2020  | 21:30 | [ 54 ]   |